# Jules Dhotel
Pour les articles homonymes, voir Dhôtel.
Jules Dhotel, né le 16 novembre 1879 à Neufchâteau (Vosges) et mort le 16 juin 1967 à Paris 4e, est un médecin et sculpteur français connu surtout pour ses activités de prestidigitateur.

## Biographie
Jules Dhotel est docteur en médecine à l'âge de 24 ans.
Il expose au Salon des artistes français dès 1913 ainsi qu'au Salon des médecins de 1911 à 1918, à l'Exposition des artistes du IVe arrondissement de 1913 et au Salon des humoristes en 1914.
Jules Dhotel se produit comme prestidigitateur sous le nom de scène Hedolt. Il devient le président de l'Association syndicale des artistes prestidigitateurs (ASAP) à partir d'avril 1941 et le demeure lorsque cette association fusionne en décembre 1944 avec le Syndicat international des artistes prestidigitateurs (SIAP) pour devenir l'Association française des artistes prestidigitateurs (AFAP), jusqu'en 1963. Il est aussi président de la Fédération internationale des sociétés magiques en 1947 et 1951. En 1948, il fonde le French-ring Cercle Jules Dhotel, rattaché à l'International Brotherhood of Magicians, qui devient en 2002 le Cercle français de l'illusion (CFI).
À Paris, il habite très longtemps au 44, rue Saint-Antoine.

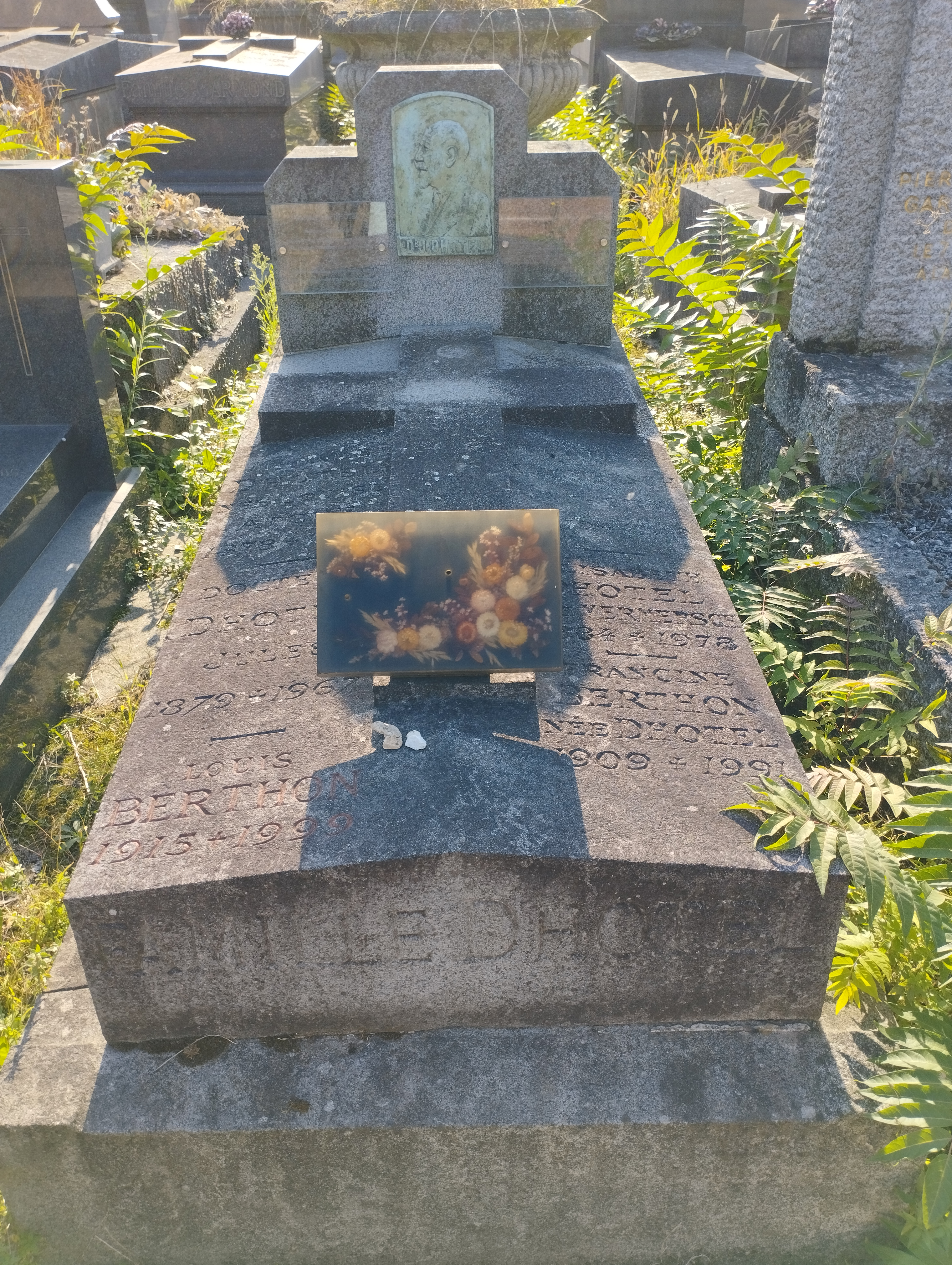
Tombe de Jules Dhotel au cimetière du Père-Lachaise (division 92).

Il meurt à l'âge de 87 ans le 16 juin 1967 à Paris 4e et est inhumé au cimetière du Père-Lachaise (92e division).

## Récompenses et distinctions
- Croix de guerre 1914-1918[3]
- Médaille d'honneur des épidémies[3]

## Postérité
Une rue de sa ville de naissance porte son nom depuis 1979.

## Œuvres
On lui doit de nombreux bustes, des médaillons, des médailles, des plaques décoratives et des statuettes. Ses œuvres les plus célèbres sont un Buste du sculpteur L. R. Piron, un Buste du Docteur Rabier et une statuette représentant l'Amour.
- 1935 : médaillon de bronze à l'effigie de Robert Houdin[8].

## Publications
- Il édita le Journal de la prestidigitation, créé par Agosta Meynier en 1905, magazine de l'Association syndicale des artistes prestidigitateurs (ASAP).
- Un rêve : sketch magique en vers, suivi de l'explication détaillée de tous les tours présentés dans ce sketch, composition de J. Hedolt, Journal de la prestidigitation, 1927, 68 p.
- La Prestidigitation sans bagages, éditions A. Mayette, somme de référence sur la prestidigitation, publiée en 8 volumes entre  1936 et 1942.
- Magic with Small Apparatus, Fleming Book Company, 1947, traduction anglaise par Paul Fleming du premier volume de La Prestidigitation sans bagages.
- Deux conférences sur la prestidigitation, édition A. Mayette, 1948.